# 蒙费朗堡
蒙费朗堡（法語：Montferrand-le-Château，法語發音：[mɔ̃fɛʁɑ̃ lə ʃato]）是法国杜省的一个市镇，位于该省西部，属于贝桑松区。

## 地理
蒙费朗堡（47°10'59"N, 5°54'28"E）面积7.48 平方千米，位于法国勃艮第-弗朗什-孔泰大區杜省，该省份为法国东部内陆省份，北起上索恩省，西接汝拉省，东部及东南部与瑞士接壤，东北部与贝尔福地区省接壤。
与蒙费朗堡接壤的市镇（或旧市镇、城区）包括：朗斯奈、阿瓦讷-阿沃内、格朗方丹、托赖斯。
蒙费朗堡的时区为UTC+01:00、UTC+02:00（夏令时）。

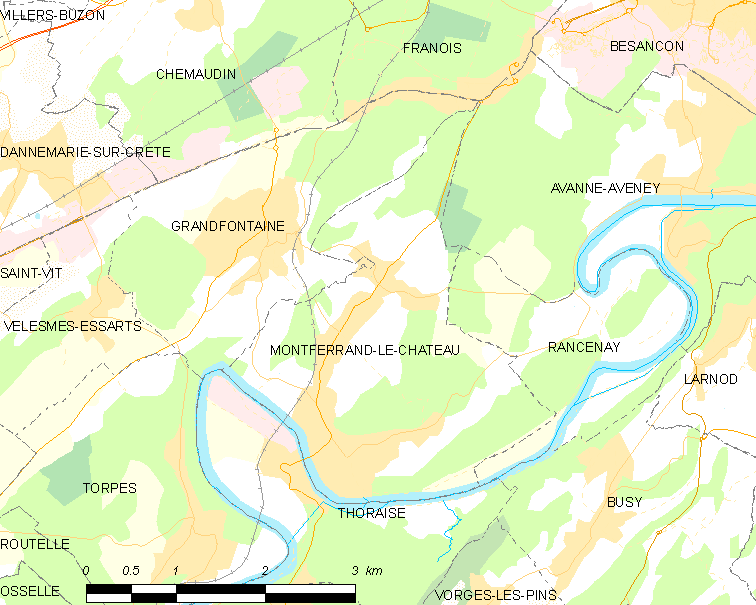
蒙费朗堡的OSM定位图

## 行政
蒙费朗堡的邮政编码为25320，INSEE市镇编码为25397。

## 政治
蒙费朗堡所属的省级选区为贝桑松第六县。

## 交通
杜省省道D105线和D106线在境内交汇。蒙费朗-托赖斯站开行直达贝桑松的列车。

## 人口

1962-2008年间蒙费朗堡人口变化图示

蒙费朗堡于2022年1月1日时的人口数量为2191人。